# مجله اروپایی حقوق بین‌الملل
مجله اروپایی حقوق بین‌الملل یک مجله حقوقی سه‌ماهه است که حقوق بین‌الملل را با ترکیبی از رویکردهای نظری و عملی پوشش می‌دهد. همچنین، روابط بین حقوق بین‌الملل و حقوق اتحادیه اروپا را پوشش می‌دهد. این مجله در سال ۱۹۹۰ توسط گروهی از محققان مستقر در انستیتوی دانشگاه اروپا، دانشگاه‌های فلورانس و مونیخ، دانشگاه پانتئون-آسا و دانشکده حقوق میشیگان تأسیس شد.
این مجله ارتباط نزدیکی با انجمن حقوق بین‌الملل اروپا (ESIL) دارد. اعضای ESIL مشترکاً در مجله مشترک می‌شوند.
اکنون فقط به زبان انگلیسی منتشر می‌شود. محتوای جدید برای مشترکین محفوظ است، اما پس از ۱۲ ماه امکان دسترسی آزاد خواهد داشت. متن کامل مقاله اصلی و کلیه مقاله‌ها و بررسی‌های کتاب سال جاری نیز به‌صورت آنلاین قابل دسترسی است.
این مجله توسط انتشارات دانشگاه آکسفورد منتشر شده‌است و سردبیر آن سارا MH MH نوون (مرکز حقوق بین‌الملل لاوتراپت) و جوزف هه ویلر (دانشکده حقوق دانشگاه نیویورک) هستند. سالنامه چهار بار منتشر می‌شود.
براساس گزارش ژورنال استناد، گزارش این ژورنال از ضریب تأثیر ۱٫۰۱۱ در سال ۲۰۱۴ برخوردار است، آن را در رتبه ۵۱ از ۱۴۰ ژورنال در دسته «قانون» و ۲۹ از ۸۵ ژورنال در رده «روابط بین‌الملل» قرار داده‌است. از ابتدای سال ۲۰۱۸، ۲۸ جلد مجله منتشر شده‌است.